# Раздол (Запорожская область)
Раздо́л (укр. Роздол) — село в Васильевском районе, Запорожская область, Украина.
Код КОАТУУ — 2323386601. Население по переписи 2001 года составляло 770 человек.
Является административным центром Раздольской сельской общины, в которую, кроме того, входит ещё 31 село.

## Географическое положение
Село Раздол находится на расстоянии 1 км от села Виноградовка и в 5,5 км от пгт Пришиб. По селу протекает пересыхающий ручей с запрудой. Рядом проходит автомобильная дорога М-18 (E 105).

## История
- 1810 год — основано как село Фридрихсфельд немцами-колонистами. Имя дано в честь первого старосты Фридриха Луппа.
- В 1945 году переименовано в село Раздол[2].
- С 26 февраля 2022 года село находится под российской оккупацией в ходе вторжения России на Украину. Значительное количество жителей впоследствии выехало на подконтрольную Украине территорию или за границу. Проукраинское население и семьи воинов, ставших на защиту Украину, подвергаются частым проверкам и репрессиям.

## Экономика
- «Таврия-Скиф», ФХ.

## Объекты социальной сферы
- Школа.
- Детский сад.
- Дом культуры.
- Фельдшерско-акушерский пункт.

## Достопримечательности
- Братская могила советских воинов.

## Известные люди
- Ляпота Степан Константинович (1906—1943) — Герой Советского Союза, похоронен в селе Раздол.

## Религия
- Церковь Рождества Пресвятой Богородицы.